# Kagoshimaponny
Kagoshimaponnyn eller Tokaraponnyn som den även kallas, är en hästras som härstammar från Japan. Fram till ganska nyligen, ansågs Kagoshimaponnyn vara en förvildad hästras, och kallades kyushu efter öarna Kyushu där den fortfarande lever i ett halvvilt tillstånd. Hästarna fick namnet Tokara efter en av öarna som kallades Tokara och kallas också Kagoshimaponny då de en gång fanns i stora antal i området och för att många exemplar av rasen numera lever i Kagoshima Nationalpark. 

## Historia
Kagoshimaponnyn kom troligtvis ursprungligen från Korea och Kina med fiskare för över 2000 år sedan, liknande sina släktingar Kisoponnyn och Hokkaidoponnyn. Dessa hästar var troligtvis utvecklade ur den mongoliska vildhästen Przewalski. Ur dessa hästar har man räknat fram ca 8 ponnyraser i Japan som har samma härstamning då bland annat Kagoshimaponnyn eller Tokaraponnyn som den oftast kallas. 
Ponnyerna upptäcktes först under tidigt 1950tal av Dr. Shigeyuki Hayashida på ön Tokara i Hyushu. Enligt professor Hayashida fördes 10 ponnyer till öarna 1897 av folk som bodde på grannön Kitaiga, där de användes som jordbrukshästar och för att dra last med sockerrör som odlades på ön. Enligt lokala öbor hade det funnits ca 100 hästar på öarna under början av 1940-talet men efter Andra världskriget hade antalet sjunkit drastiskt. En selektiv avel startades för att förbättra ponnyerna och för att öka stammarna, och resultatet blev att ponnyn som tidigare var ca 115 cm i mankhöjd ökade drastiskt i höjd upp till ca 130 cm i mankhöjd. 
Kagoshimaponnyn blev nästan utrotad efter Andra världskriget men är nu fridlyst och under slutet av 80-talet fanns 88 exemplar som lever i olika nationalparker för att avlas och bevaras som ett historiskt monument. Idag har siffran ökat till ca 100 hästar.  

## Egenskaper
Kagoshimaponnyn är en väldigt primitiv hästras som har många likheter med den asiatiska vildhästen Przewalski. Huvudet är stort och tungt som tydligt visar på arvet från de mongoliska vildhästarna. 
De exemplar av ponnyn som fötts i vilt tillstånd har oftast lite tjockare, tovigare päls. De ponnyer som fötts i fångenskap är lätthanterliga och starka trots sin storlek. Gemensamt för alla ponnyer är hovarna som är starka och hårda och ofta med blåaktigt horn. 
Ponnyerna har använts mycket inom jordbruket och som packdjur och de har även använts inom det militära då de är tillräckligt härdiga och starka för att bära en vuxen man och utrustningen men idag blir de vanligare som ridponnyer för barn. 